# Druhý svět

Druhý svět během studené války.

Druhým světem se označovaly komunistické státy východního bloku pod vlivem SSSR. Po svržení komunistických režimů ve východní Evropě a rozpadu SSSR zanikl východní blok a tím i druhý svět.
Po skončení druhé světové války byl svět rozdělen na západní a východní blok. Tato dvě seskupení zemí zprvu nebyla označena. Velké množství zemí se ale nedalo zařadit ani do jedné skupiny, proto se začaly označovat jako třetí svět. Zároveň byly označeny i předchozí dva světy (i když zůstaly známy více jako Západní a Východní blok).
Dále tu byly země, které se stále nedaly tímto způsobem zařadit, jako například Švýcarsko, Švédsko, Jugoslávie a Irsko, které zůstaly neutrální. Např. Finsko sice spadalo pod sovětskou sféru vlivu, ale lidově demokratické zřízení tam nebylo zavedeno a země ani nepatřila mezi členy Varšavské smlouvy.

## Stupně rozvoje
| - První svět |  | - Druhý svět |  | - Třetí svět |  | - Čtvrtý svět |